# John Meade (1er comte de Clanwilliam)
John Meade, 1er comte de Clanwilliam (21 avril 1744 - 19 octobre 1800), est un noble anglo-irlandais, connu sous le nom de John Meade, 4e baronnet, jusqu'en 1766. Élevé au rang de comte de la pairie d'Irlande, sa débauche et ses dépenses inconsidérées l'amènent à vendre le domaine familial.

## Biographie
Fils de Richard Meade 3e baronnet et de sa femme Catherine Prittie, fille de Henry Prittie of Kilboy, il est né quelques jours avant la mort de son père. Il hérite d'un titre de baronnet et de domaines d'une valeur d'environ 10 000 £ par an, dans le comté de Cork, le comté de Kilkenny et le comté de Tipperary. Il est élu député de Banagher en 1764.
En 1765, il épouse Theodosia Magill une riche héritière possédant des domaines à Gilford et Rathfriland, dans le comté de Down, d'une valeur de 4 000 £ par an. Le 17 novembre 1766, il est créé vicomte Clanwilliam et baron Gilford dans la pairie d'Irlande et entre à la Chambre des lords irlandaise.
Le couple a cinq fils et cinq filles :
- Richard Meade (2e comte de Clanwilliam) (1766-1805)
- Anne Meade (24 avril 1768 - 1826), épouse William Whaley, deuxième fils de Richard Chapell Whaley, en 1788
- Catherine Meade (7 octobre 1770 - 17 février 1793), épouse Richard Wingfield, 4e vicomte Powerscourt en 1789
- Robert Meade (1772-1852), épouse Anne Louise Dalling[4], est brièvement (1813-1814) le gouverneur par intérim de la colonie du Cap
- Theodosia Sarah Frances Meade (1773 - 13 décembre 1853), épouse John Cradock (1er baron Howden)
- John Meade (vers 1775-1849)
- Pierce Meade (1776 - 22 novembre 1835), archidiacre de Dromore, épouse Elizabeth, fille de Thomas Percy et a des enfants
- Edward Meade (mort le 8 mars 1801), fait ses études au Wadham College d'Oxford, 40e régiment d'infanterie, tué à la bataille d'Aboukir, promu à titre posthume lieutenant dans le 23e régiment d'infanterie
- Melosina Adelaide Meade (décédée le 26 mars 1866), épouse John Brabazon (10e comte de Meath)
- Maria Rose Arabella Sarah Meade (1782 - 7 février 1876)

## Ruine financière
Les Clanwilliam sont des dépensiers extravagants, le vicomte dissipant de grosses sommes en courses de chevaux, en jouant et en gardant des maîtresses. En 1779, Horace Walpole diffuse une rumeur, presque certainement exagérée, selon laquelle Clanwilliam aurait arrangé le meurtre d'un de ses rivaux. Son élévation dans la pairie en tant que comte de Clanwilliam le 20 juillet 1776 a probablement exacerbé les choses, encourageant des actes d'ostentation comme tenir une table ouverte dans sa maison de ville (maintenant partie de Newman House) sur St Stephen's Green, Dublin. Vers 1783, les biens personnels des Clanwilliams sont saisis et vendus aux enchères; en 1787, ses dettes s'élèvent à plus de 72 135 £. Lord Clanwilliam est contraint de vendre et d'hypothéquer ses domaines de Cork et de Kilkenny pour rembourser les dettes. Ils sont également chargés pour fournir des dots de mariage à ses filles Anne et Catherine en 1788 et 1789. Comme ces domaines ont assuré l'entretien de son fils aîné, Lord Gilford, qui reçoit à la place 1 700 £ par an des domaines Tipperary et Down .
La dette s'élève toujours à 31 327 £ en 1791 et atteint 46 251 £ en 1795. Clanwilliam est obligé de commencer à liquider le domaine de Tipperary en 1793, un processus qui se poursuit jusqu'en 1805, pour fournir des pensions pour ses enfants restants . Le consentement de Gilford est nécessaire pour rompre l'engagement, mais comme il a contracté ses propres dettes et épousé la comtesse de Bohême, catholique romaine Caroline Thun sans l'approbation de ses parents en octobre 1793, il n'est pas en mesure de bloquer la vente. Il reçoit une petite provision des domaines Down de sa mère et part vivre à Vienne . En fait, la récupération des domaines familiaux qui s'ensuit profite en grande partie à la comtesse, aux dépens du comte et de Lord Gilford .
En septembre 1800, Clanwilliam souffre gravement d'hydropisie et laisse sa femme à Gill Hall, sur le domaine de Gilford, pour sa maîtresse et sa maison de ville de Dublin. Il y meurt le 19 octobre, ayant, selon les mots de son petit-fils, le 3e comte de Clanwilliam, « dissipé, jusqu'à la dernière guinée, les domaines de Meade à Cork et Tipperary ».